# アンジェロ・ポッフォ
アンジェロ・ポッフォ（Angelo John Poffo、1925年4月10日 - 2010年3月4日）は、アメリカ合衆国のプロレスラー。イリノイ州ダウナーズ・グローブ出身のイタリア系アメリカ人。
元WWF世界ヘビー級王者の "マッチョマン" ランディ・サベージおよび "ザ・ジニアス" ラニー・ポッフォの父親であり、プロモーターやマネージャーとしても活動した。

## 来歴
シカゴのデポール大学時代は野球のキャッチャーとして活躍し、アメリカ海軍に入隊後は、腹筋運動を4時間強の間に連続6033回行ったという世界記録を残した。1949年のデビュー後、地元のイリノイ州を中心とした中西部を主戦場に活動。世界記録である "6033" の数字をコスチュームに施すなど、後に息子たちも継承することになるエゴイスト系のヒールとなって活躍する。
1956年8月9日、ウィスコンシン州ミルウォーキーにてミッドウエスト・ヘビー級王座を獲得。1958年12月27日にはウイルバー・スナイダーからシカゴ版のNWA USヘビー級王座を奪取した。1961年はダラスやヒューストンを拠点とするテキサスの東部地区に参戦、5月12日にブロンコ・ルービッチと組んでドリー・ディクソン&ペッパー・ゴメスからNWAテキサス・タッグ王座を奪取している。
その後、1964年よりインディアナ州インディアナポリスのWWAに登場。初代ニコライ・ボルコフと組み、7月31日にスナイダー&ディック・ザ・ブルーザーを破ってWWA世界タッグ王座を獲得。1966年からはクリス・マルコフとのタッグチーム、デビルズ・デュオ（The Devil's Duo）を結成。"プリティ・ボーイ" ボビー・ヒーナンをマネージャーに従え、翌1967年にかけてブルーザー&クラッシャー・リソワスキーを相手にWWA世界タッグ王座を巡る抗争を展開した。
1968年4月、日本プロレスに初来日。キラー・コワルスキー、ジェス・オルテガ、フレッド・ブラッシー、ターザン・タイラー、ドン・デヌーチ、パット・パターソンらと共に、第10回ワールドリーグ戦に「アルゼンチン代表」として出場したが、ジャイアント馬場、アントニオ猪木、大木金太郎、吉村道明、山本小鉄、星野勘太郎、ミツ・ヒライなど日本陣営への白星配給係となり、全敗の戦績で終わった。
1971年2月には、ザ・クエッション（The ?）なる覆面レスラーに変身し、AWAの提携ルートでマッドドッグ・バション&ブッチャー・バションやビル・ミラーと共に国際プロレスに来日。3月2日に東京都体育館にて、前年12月のオックス・ベーカー戦で左足を骨折し欠場していたラッシャー木村の復帰戦の相手を務め、木村と金網デスマッチを行ったが敗退、試合後に覆面を剥がされ正体を晒している。
以降も中西部を主戦場に、ザ・シークが主宰していたデトロイトのNWAビッグタイム・レスリングでも活動。1975年1月には息子のラニー・ポッフォをパートナーに、ボボ・ブラジル&フレッド・カリーからデトロイト版のNWA世界タッグ王座を奪取している。以後、1970年代後半はベテランのジョバーとして、エディ・グラハム主宰のCWFやジム・クロケット・ジュニア主宰のMACW、ニック・グラス主宰のNWAミッドアメリカなど、南部の各テリトリーを転戦した。
1978年、ケンタッキー州レキシントンにおいて、独立団体のインターナショナル・チャンピオンシップ・レスリング（ICW）を旗揚げ。息子のランディ・サベージとラニーをはじめ、NWAを離脱したボブ・ループ、ボブ・オートン・ジュニア、ロニー・ガービンらが主力となり、ペッツ・ワトレー、トージョー・ヤマモト、ジプシー・ジョーなどもミッドアメリカ地区から参戦。若手選手ではクラッシャー・ブルームフィールドやテリー・ギッブス、リップ・ロジャースなどが出場し、バディ・ランデルもICWでデビューしている。中西部地区での旧友シークやサンダーボルト・パターソンも招聘され、自身もマスクド・マイザー（The Masked Miser）なる覆面レスラーとして試合に出場、1981年11月19日にはTV王座を獲得した。以降もNWA非加盟の小規模なプロモーションながら、インディー団体の先駆けとして1984年までICWの運営を続けた。
ICWの活動停止後は、ジェリー・ジャレットが主宰していたテネシー州メンフィスのCWAに息子たちと共に移籍。ランディ&ラニーのマネージャーとなって、ジェリー・ローラーやオースチン・アイドル、ロックンロール・エクスプレスとの抗争を指揮し、時折試合にも出場していたが、1985年にプロレス界を離れた。
その後は1991年、レジェンドマッチとしてルイス・マルティネスと対戦。1995年には、当時ランディが参戦していたWCWに姿を見せ、WCW殿堂に迎えられている。
2010年3月4日、フロリダ州サラソータにて死去。84歳没。

## 得意技
- フロント・フェイスロック[2]
- イタリアン・ネックブリーカー[3]

## 獲得タイトル
NWAシカゴ
- ミッドウエスト・ヘビー級王座：2回[4]
- NWA USヘビー級王座（シカゴ版）：1回[5]

サウスエスト・スポーツ・インク
- NWAテキサス・タッグ王座：1回（w / ブロンコ・ルービッチ）[7]

ワールド・レスリング・アソシエーション（インディアナポリス）
- WWA世界タッグ王座：3回（w / ニコライ・ボルコフ、クリス・マルコフ×2）[9]

オール・サウス・レスリング・アライアンス
- ASWAサウスカロライナ・ヘビー級王座：1回[3]
- ASWA USタッグ王座：1回（w / ロック・ハンター）[18]

 NWAビッグタイム・レスリング
- NWA世界タッグ王座（デトロイト版）：1回（w / ラニー・ポッフォ）[12]

アトランティック・グランプリ・レスリング
- AGPW北米タッグ王座：1回（w / キューバン・アサシン）[19] ※カーペットバガー名義

インターナショナル・チャンピオンシップ・レスリング
- ICW TV王座：1回[17] ※マスクド・マイザー名義

ワールド・チャンピオンシップ・レスリング
- WCW殿堂：1995年[20]